# Karel Lwanga

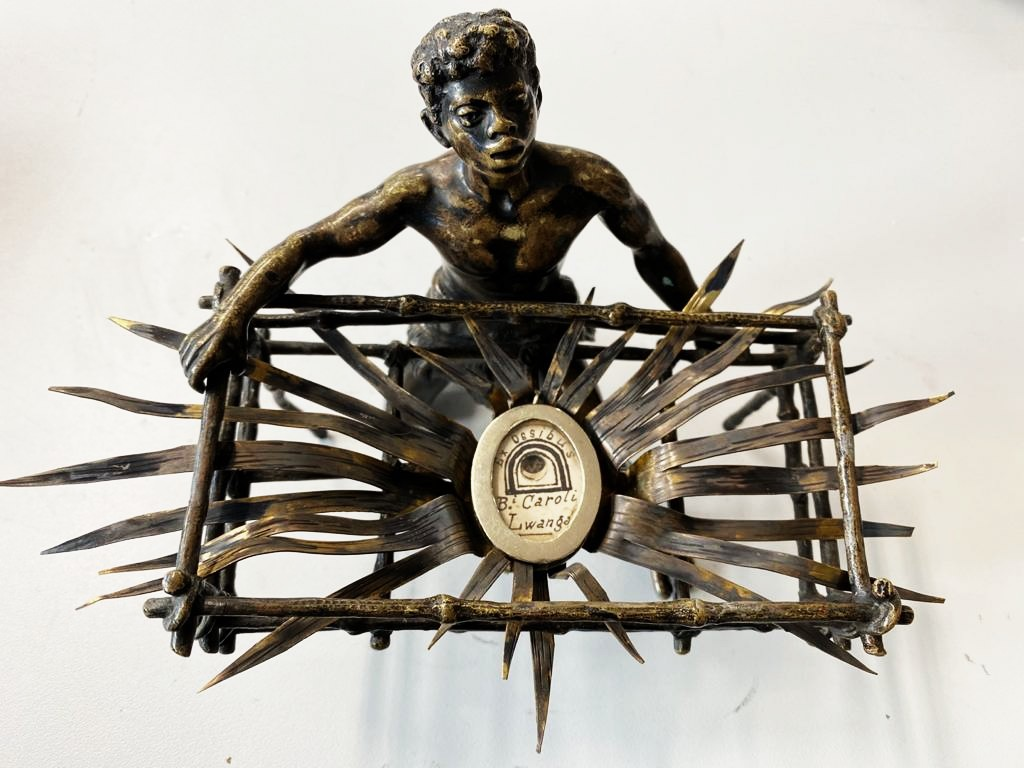
Bronzový relikviář s kostní třískou Sv. Karel Lwanga (v soukromém vlastnictví)

Karel Lwanga, v jazyce liganda Kaloli Lwanga (1860 nebo 1865 Bulimu, Uganda – 3. června 1886) je římskokatolický svatý.
Byl pokřtěn ve svých dvaceti letech. Pocházel z významné rodiny a byl velitelem pážat na dvoře krále Mwangy II., vládce ugandského království Buganda. Byl upálen spolu se svými 13 přáteli a 12 misionáři během pronásledování křesťanů, k němuž došlo za vlády krále Mwanga. Většinou byli čerstvě pokřtěni, zbývající pokřtil Karel těsně před popravou. Byli odsouzeni k smrti pro porušení úředních povinností, ve skutečnosti však krále rozzuřil především fakt, že se odmítli účastnit homosexuálních praktik.
Celkem během tohoto pronásledování bylo popraveno přes sto lidí, katolíků i anglikánů. jako první byl zabit králův hofmistr a přední rádce Yosefu Mukasa Balikuddembe. Popravy probíhaly od května 1886 do ledna 1887.
Papež sv. Pavel VI. Karla a jeho druhy svatořečil 18. října 1964 a v roce 1968 podnikl cestu po Ugandě, aby navštívil místa, kde žili.

## Česká nemocnice sv. Karla Lwangy v Ugandě
Jméno Karla Lwangy nese Česká nemocnice založená v Ugandě Arcidiecézní charitou Praha v roce 2007. Nemocnice zpřístupňuje zdravotní péči lidem z vesnických oblastí v kraji Buikwe včetně komunit z ostrovů Viktoriina jezera. Ročně poskytne léčbu více než 25 tisícům pacientů.
Nemocnice je financovaná z darů českých dárců. Přispět je možné v programu Sponzorství nemocničního lůžka (více informací).
V roce 2015 byla nemocnice řádem milosrdných bratří oceněna Cenou Celestýna Opitze za vzor v péči o nemocné a potřebné.